# Campionat del Món de Trial 1985
La temporada de 1985 del Campionat del Món de trial fou l'11a edició d'aquest campionat, organitzat per la FIM. El calendari oficial constava de 12 proves puntuables, celebrades entre el 24 de febrer i el 15 de setembre.
Thierry Michaud va guanyar el primer dels tres títols mundials que va obtenir amb Fantic, que van ser alhora els tres únics títols d'aquest fabricant italià. L'occità va dominar el campionat amb nou victòries (i tres segons llocs), mentre que el campió vigent, Eddy Lejeune, amb nombrosos problemes a la seva nova Honda, en va obtenir només dues i Steve Saunders, que havia fitxat per Honda com a company d'equip de Lejeune, l'altra. Bernie Schreiber, tercer classificat el 1984, va decidir no participar aquell any al mundial després de fitxar per Garelli i adonar-se que la moto no estava a l'alçada.
El millor català aquell any va ser Lluís Gallach, setè amb la Merlin com l'any anterior. El següent, en onzena posició, va ser Jordi Tarrés, que va debutar aquella temporada al campionat amb la Beta i ja al seu primer any va obtenir-hi resultats notables, com ara un cinquè lloc a Suïssa.

## Novetats
A banda del pas de Saunders a Honda i el poc reeixit de Schreiber a Garelli ja esmentats, aquell any hi hagué altres canvis de marca destacats, com ara el de Gilles Burgat a Yamaha, Philippe Berlatier a Aprilia (una nova moto de trial italiana, equipada amb motor Hiro, que s'havia llançat el 1981) i Diego Bosis a Montesa. Burgat acabà quart al mundial i Berlatier cinquè. Bosis, tot just en la seva segona temporada al campionat, va obtenir-hi un notable vuitè lloc final. D'altra banda, Gabino Renales va fer debutar una nova moto catalana al mundial: Mecatecno.

## Sistema de puntuació
Barem de puntuació a partir de 1984:
| Posició | 1  | 2  | 3  | 4  | 5  | 6  | 7 | 8 | 9 | 10 | 11 | 12 | 13 | 14 | 15 |
| Punts   | 20 | 17 | 15 | 13 | 11 | 10 | 9 | 8 | 7 | 6  | 5  | 4  | 3  | 2  | 1  |

## Calendari
| Ronda | Data           | Prova         | Lloc                | Guanyador       |
| ----- | -------------- | ------------- | ------------------- | --------------- |
| 1     | 24 de febrer   | Espanya       | Peramola            | Thierry Michaud |
| 2     | 10 de març     | Bèlgica       | Bilstain            | Eddy Lejeune    |
| 3     | 17 de març     | Gran Bretanya | Merthyr Tudful      | Thierry Michaud |
| 4     | 23 de març     | Irlanda       | Newtownards         | Thierry Michaud |
| 5     | 14 de maig     | França        | Goudargues          | Thierry Michaud |
| 6     | 2 de juny      | Estats Units  | Stepping Stone      | Thierry Michaud |
| 7     | 16 de juny     | Àustria       | Spital am Semmering | Eddy Lejeune    |
| 8     | 22 de juny     | Polònia       | Myślenice           | Thierry Michaud |
| 9     | 25 d'agost     | Finlàndia     | Espoo               | Thierry Michaud |
| 10    | 31 d'agost     | Suècia        | Linköping           | Thierry Michaud |
| 11    | 8 de setembre  | Suïssa        | Grimmialp           | Thierry Michaud |
| 12    | 15 de setembre | Alemanya      | Grossheubach        | Steve Saunders  |

Notes
1. ↑  A Diemtigen
2. ↑  A Baviera

## Classificació final
| Posició | Pilot              | Motocicleta | Punts |
| ------- | ------------------ | ----------- | ----- |
| 1       | Thierry Michaud    | Fantic      | 231   |
| 2       | Eddy Lejeune       | Honda       | 195   |
| 3       | Steve Saunders     | Honda       | 185   |
| 4       | Gilles Burgat      | Yamaha      | 127   |
| 5       | Philippe Berlatier | Aprilia     | 108   |
| 6       | Tony Scarlett      | Yamaha      | 91    |
| 7       | Lluís Gallach      | Merlin      | 90    |
| 8       | Diego Bosis        | Montesa     | 76    |
| 9       | Pascal Couturier   | Beta        | 74    |
| 10      | Renato Chiaberto   | Fantic      | 66    |
| 11      | Jordi Tarrés       | Beta        | 39    |
|         |                    |             |       |
| 19      | Andreu Codina      | Montesa     | 16    |
|         |                    |             |       |
| 25      | Gabino Renales     | Mecatecno   | 5     |
|         |                    |             |       |
| 29      | Joan Freixas       | Merlin      | 4     |